# Наша ствар
„Наша ствар” је југословенски ТВ филм из 1976. године. Режирао га је Љубиша Ристић а сценарио је написао Горан Бабић.

## Улоге
| Глумац             | Улога       |
| ------------------ | ----------- |
| Јован Личина       | Вепар       |
| Влатко Дулић       | Мртвозорник |
| Вјенцеслав Капурал | Гонич       |
| Мато Ерговић       | Крчмар      |
| Маја Бох           | Девојка     |